# Rollenspieltheorie
Rollenspieltheorie ist der Oberbegriff für verschiedene Theorien und Modelle, die sich mit Abläufen und Elementen von Pen-&-Paper-Rollenspielen befassen. Es gibt bisher keine allgemeingültige Rollenspieltheorie. Die verschiedenen Ansätze und Modelle unterscheiden sich häufig grundlegend in ihrer Zielsetzung und haben lediglich gemein, dass sie sich mit Rollenspiel beschäftigen. Vergleiche der Ansätze untereinander, ohne dabei die unterschiedlichen Zielsetzungen im Auge zu behalten, sind daher oft wirkungslos.

## Glenn Blacows „Aspects of Adventure Gaming“
Im 1980 erschienenen Artikel Aspects of Adventure Gaming beschreibt Glenn Blacow verschiedene Arten von Spielern und ihre Spielweisen. Er typisiert Rollenspieler in vier Kategorien:
- Powergamer (optimiert seinen Charakter, indem er die spielrelevanten Werte erhöht, die dessen Fähigkeiten und Eigenschaften beschreiben),
- Wargamer (legt seinen Schwerpunkt auf Kampfhandlungen, die er mit Taktik, Fähigkeiten und der Ausrüstung seines Charakters bewältigen muss),
- Role-Player (findet seinen Zugang zum Spiel durch das Erschaffen eines Charakters, dessen Persönlichkeit er in all seinen Facetten darstellt) und
- Story-Teller (legt großen Wert auf eine lebendige Spielwelt, die den Eindruck erweckt auch ohne die Spieler weiter zu existieren)

In diesem Artikel wird erstmals beschrieben, wie verschieden die Auffassungen über das gleiche Rollenspiel sein können.
Allerdings ist Blacows Einteilung recht grob.

## Threefold-Modell
Das Threefold-Modell entstand ab 1997 in einem Forum. Es definiert keine festen Spielertypen, sondern die Spielstile. Da es innerhalb einer Foren-Diskussion entstand, ist es nicht besonders klar definiert und einer gewissen Evolution unterworfen. In seinen späteren Formen beschreibt es die Spielstile des Gamist, des Dramatist- und des Simulationist, die man sich als Eckpunkte eines Dreiecks vorstellen kann. Spieler und ihr bevorzugter Spielstil werden als eine Mischung dieser Extreme aufgefasst.
1. Gamism (Spielorientiertes Rollenspiel): Gamism beschäftigt sich mit der Menge und der Art der Herausforderung, die Spieler im Laufe des Spiels betreffen. Ideen wie "Balance" und "Fairness" und "Sieg" gehören in diesen Bereich.
2. Drama (Dramaturgisches Rollenspiel): Drama betrifft die erzählerischen Qualitäten des Spiels, wie Geschichte, Bedeutungsnuancen, das Erkunden von Themen etc. Es bedeutet nicht, nach einer vorgegebenen Geschichte zu folgen, sondern bemüht sich um gut geplottete Geschichten und Bedeutung in den sich entfaltenden Ereignissen.
3. Simulation (Simulatorisches Rollenspiel): Die Simulation bemüht sich um die innere Folgerichtigkeit von Ereignissen, die in der Spielwelt zu stattfinden. Faktoren außerhalb der Spielwelt (wie z. B. Regeln oder Wünsche der Spieler) sollten die Spielwelt und ihre Bevölkerung (auch Spielercharaktere) nach Möglichkeit nicht beeinflussen. Vielmehr sollten sich Ereignisse aus vorhergegangenen Geschehnissen und Begebenheiten erklären.

Da das Model hauptsächlich von Simulationisten ausgearbeitet wurde, blieben die anderen Spielstile schwammig definiert. Außerdem entstand eine Debatte über den besten Spielstil, die bis heute in verschiedenen Foren anhält.

## Spielertypen nach Robin Laws
2002 schildert der kanadische Rollenspiel-Designer und -Autor Robin D. Laws in Robin’s Laws of Good Game Mastering, was er unter gutem Rollenspiel versteht: Rollenspiel, das Spaß macht. Dabei geht er ausschließlich auf klassische Rollenspielrunden ein (also z. B. D&D- oder DSA-Runden mit Spielleiter und Charakteren, die einem vom Spielleiter vorgegebenen Handlungsstrang mehr oder weniger folgen). Die wohl meistzitierten Stellen aus Laws’ Text sind die Beschreibungen der Spielertypen, von denen Laws sieben aufzählt:
- Powergamer (optimiert seinen Charakter, indem er die spielrelevanten Werte erhöht, die dessen Fähigkeiten und Eigenschaften beschreiben),
- Butt-Kicker (kämpft gerne),
- Tactician (plant gerne),
- Specialist (spielt gerne einen bestimmten Charaktertypen),
- Method Actor (spielt seine Charaktere gerne aus),
- Storyteller (möchte, dass eine gute Geschichte entsteht) und
- Casual Gamer (Rollenspiel ist ihm eigentlich egal, Hauptsache, er ist mit den anderen Spielern zusammen. Sprich auch der Gelegenheitsspieler).[4]

Laws vergleicht diese Spielertypen nicht wertend. Sie alle wollen Spaß beim Rollenspiel, haben aber unterschiedliche Spielziele. Einen Powergamer wird das Charakterspiel des Method Actors ebenso stören wie umgekehrt den Method Actor das nicht stimmungsvolle Spiel des Powergamers. Die Aufgabe des Spielleiters sei es nun, diese verschiedenen Bedürfnisse zu befriedigen, damit das Spiel allen Spaß macht – das erzeuge eine positive Stimmung in der Gruppe, und das Spiel mache dem Spielleiter so auch selbst mehr Freude. Dazu werden Tipps und Anregungen gegeben: Von der Wahl des Spielsystems und Settings über die Planung von Abenteuern bis hin zu einer Anleitung zur Improvisation von Spielelementen.
Die größte Kritik an dieser Theorie der Spielertypen ist, dass sich die wenigsten Spieler diesen Typen eindeutig zuordnen; manch ein Spieler falle sogar ganz aus dem Raster. Des Weiteren wird angemahnt, dass Laws Spielziel und Spieltechniken vermische. Außerdem sei die Einteilung der Spielertypen nur für klassische Spielrunden geeignet.

## Das Big Model
Das Big Model ist derzeit eines der verbreitetsten Modelle der Rollenspieltheorie. Der Ursprung des Big Model ist The Forge, ein englischsprachiges Forum unabhängiger Rollenspielentwickler. Es dient dort als theoretische Grundlage, welche Spielautoren beim Entwerfen eigener Rollenspiele helfen soll. Der wichtigste Begründer des Big Model ist Ron Edwards (siehe auch GNS-Theorie).
Das Big Model lässt sich in folgendem Schaubild zusammenfassen:
```
   [ Social Contract [ Exploration [ Techniques [ Ephemera ] ] ] ]
        ----------- Creative Agenda ---------------->

```

Der obere Teil des Schaubildes zeigt den formalen Aufbau eines Rollenspiels mit den vier Elementen Social Contract, Exploration, Techniques und Ephemera. Der untere Teil, die Creative Agenda, ist die Art des Spieles, das in einer konkreten Rollenspielrunde gespielt wird. Die Creative Agenda ist der schwierige Teil des Big Models.
- Gruppenvertrag (Social Contract): Das gesamte Rollenspiel wird als sozialer Vorgang aufgefasst. Die Spielgruppe, bestehend aus den Spielern (dieser Begriff schließt in diesem Zusammenhang immer auch den Spielleiter ein), hat einen Gruppenvertrag ausgehandelt. Dieser umfasst alle sozialen Umstände und Regeln, die während des Spieles gelten. Die Aushandlung findet nur in geringen Teilen explizit statt und wird von den Spielern oft nicht als solche wahrgenommen.
- Exploration: Gegenstand eines jeden Rollenspiels ist der gemeinsame Vorstellungsraum (Shared Imagined Space, SIS). Es gilt das lumpley-Prinzip (benannt nach Vincent „lumpley“ Baker), d. h. alle Elemente, die in diesen Vorstellungsraum eingebracht werden sollen, werden von einem Spieler oder durch die Spielregeln vorgeschlagen und am Spieltisch verhandelt. Der Ablauf dieser Verhandlungen wird durch die Spielregeln und die Regeln des Gruppenvertrages bestimmt. Oft sind manche Spieler ermächtigt, bestimmte Elemente in den Vorstellungsraum einzubringen. So hat beispielsweise ein Charakterspieler die Vollmacht, die Handlungen seines Charakters zu beschreiben; in vielen Spielen bekommt zudem der Spielleiter das Recht, die Welt nach seinem Gutdünken auszugestalten. Andere Elemente, insbesondere nicht vorhersagbare, werden mit Hilfsmitteln wie Spielwürfeln oder Spielkarten, also mechanischen Zufallsgeneratoren, eingebracht. Darüber hinaus wird die Exploration in fünf Elemente unterteilt: Charaktere (eine fiktive Person, die im SIS handeln kann), Setting (Schauplatz), Situation (Wechselwirkung zwischen Charakteren und Setting), Color (das unwichtige, schmückende Beiwerk) und System (die Gesamtheit aller Regeln, die zur Verhandlung über neue SIS-Elemente gebraucht werden).
- Techniques: Techniken umfassen das Werfen von Würfeln, Karten ziehen, Reden usw. Techniken sind bestimmte Teile der Regeln, die angewendet werden, um zu einem Ergebnis bei der Aushandlung neuer SIS-Elemente zu gelangen.
- Ephemera: Hiermit werden die konkreten Anwendungen der Techniken bezeichnet. Ein bestimmter Würfelwurf, ein Satz oder das Wegstreichen von Lebenspunkten sind Beispiele für Ephemera.
- Creative Agenda: Der Pfeil deutet an, dass die Creative Agenda (CA, kreative Agenda) das gesamte Spiel durchdringt: Angefangen beim Gruppenvertrag durch die Spielelemente bis in die kleinsten Einheiten, die Ephemera. Dabei bedeutet CA, „was auf kreativer Ebene zu tun ist“. Hat eine Spielgruppe eine solche kreative Agenda, so sind sich alle Spieler über die Art des Spieles einig. Für den richtigen kreativen Input bekommt ein Spieler positive Reaktionen seiner Mitspieler und wird so bestärkt, auch im weiteren Verlauf des Spieles diese Art von Input zu liefern. Hat eine Spielgruppe dagegen keine CA, so sind die Reaktionen auf eine kreative Leistung nicht verlässlich, und es kann dazu kommen, dass das Spiel den einzelnen Spielern keinen Spaß macht.

Wichtig hierbei ist, dass es sich bei einer kreativen Agenda immer um eine grundlegende Präferenz einer konkreten Spielrunde handelt. Es geht nicht darum, einzelne Spieler oder einzelne Handlungen innerhalb eines Spieles zu bewerten. Um herauszufinden, ob eine Spielrunde einer CA folgt, muss man die Runde eine Instance of Play (Spielinstanz) lang beobachten. Leider herrscht derzeit Uneinigkeit darüber, was genau diese Instance of Play ist. Klar ist nur, dass es sich dabei wahrscheinlich um ein oder mehrere Sitzungen handelt.
Im Big Model ist zunächst offen, welche kreativen Agenden es gibt. Darüber hinaus ist unklar, ob verschiedene CAs in einer Spielrunde gleichzeitig auftreten können. Denn folgte eine Gruppe mehreren Agenden, so wäre nicht mehr klar, für welche kreative Leistung es welches Feedback von den Mitspielern gäbe, d. h. die Gruppe folgte keiner Agenda. Außerdem passen mehrere Agenden nicht zu einer grundlegenden Präferenz.
Bisher sind drei kreative Agenden identifiziert worden:
1. Gamism (Leistungsrollenspiel, GAM): Die Spieler wollen gewinnen. Das kann sich im Extremfall in einem Spiel gegeneinander äußern, aber auch darin, Monster zu besiegen, Geheimnisse zu entschlüsseln oder die Geschichte des Spielleiters zu lösen. All diese sind mögliche Ziele einer gamistischen Gruppe. Es geht um das Gefühl, am Ende zu wissen, ob man gewonnen hat, nach Möglichkeit, dass man gewonnen hat. Edwards sieht den Gamismus auf zwei Ebenen: der sozialen Ebene und der In-Game-Ebene. Auf der sozialen Ebene müssen sich die Spieler verbessern können (“Step on up”), dazu gehen sie Risiken ein. Dies versuchen sie mit Hilfe ihres Verständnisses für das Spiel und möglichen Strategien zu erreichen. Auf der In-Game-Ebene muss es dafür Herausforderungen geben. Diese Herausforderungen stehen den Charakteren gegenüber, die ja von den Spielern gelenkt werden.[8]
2. Narrativism (Thematisches Rollenspiel, NAR): Die Zielvorstellung dieser Agenda könnte man mit „Story Now“ umschreiben. Dabei soll eine einnehmende Aufgabe oder eine problematische (menschliche) Eigenschaft ins Spiel eingebracht werden. Genauer: Das Problem muss in der Spielwelt installiert werden, so dass es ein zentrales Konfliktelement wird. Charaktere wechseln vielleicht während des Spiels die Seiten, oder es wird beleuchtet, warum es die Gegenseite gibt. Schlussendlich wird das Problem durch die Entscheidungen der Spieler in der Spielwelt aufgelöst. Im narrativistischen Spiel gibt es meist keinen vorgegebenen Plot, dem die Charaktere folgen, denn das Problem muss ja durch die Spieler kreativ beseitigt werden.[9]
3. Simulationism (Erlebnisrollenspiel, SIM): Diese kreative Agenda ist am schwierigsten positiv abzugrenzen. Dabei ist die Exploration nicht ein Nebeneffekt, sondern das Hauptziel des Spiels. Edwards beschreibt den Simulationismus zwar als „The Right to Dream“, aber Ralph Mazza argumentiert, dass das wohl von allen Rollenspielen behauptet werden könne. Daher benutzt er lieber „Entdeckung“ als das Wort, was Simulationismus am ehesten beschreibt. Nicht einfach nur schauen, was alles so im SIS auftaucht, sondern aktiv entdecken, erforschen, simulieren ist das Ziel. Wie eine Frage nach „Was wäre wenn…“.[10]

Dieser Teil des Big Models ist auch als GNS-Theorie bekannt. Wichtig hierbei ist, dass es sich nicht um eine Einordnung von Spielern oder Spielen handelt, sondern von Spielgruppen. Abgekürzt wird oft ein Spieler, der gerne in GAM-Runden spielt, als Gamist bezeichnet, ein Spieler der gerne in NAR-Runden spielt als Narrativist und ein Spieler, der gerne in SIM-Runden spielt, als Simulationist. Analog werden Rollenspiele, die besonders für GAM/NAR/SIM-Agenden geeignet sind, als gamistische/narravistische/simulationistische Spiele bezeichnet. Diese verkürzte Sprechweise ist etwas problematisch, da keinesfalls alle Spieler in eine der drei Schubladen passen und viele sich für mehr als eine der Agenden interessieren. Genau wie ein Mensch gerne Schach spielen, über politische Themen diskutieren und ins Kino gehen kann, kann ein Rollenspieler alle drei Arten von Spiel mögen.
Darüber hinaus ist eine CA weder eine Garantie für eine funktionierende Rollenspielrunde, noch erzwingt eine fehlende Creative Agenda nicht funktionierendes Spiel. Nach dem Big Model wird es allerdings als günstig angesehen, Spiele so zu gestalten, dass eine bestimmte CA gefördert wird. Dadurch soll es dann der Gruppe leichter fallen, diese CA im Spiel auch umzusetzen, und die Wahrscheinlichkeit steigt, dass die Spielgruppe erfolgreich ist und allen Beteiligten Spaß macht.
Kritiker halten die GNS-Theorie für unpraktikabel, da keine verlässliche Methode bekannt ist, zu beurteilen, nach welcher CA eine Gruppe spielt, oder ob eine Gruppe überhaupt einer CA folgt. Außerdem scheint die Einteilung in nur drei unterschiedliche Agenden sehr grob zu sein. Der Spielraum innerhalb einer Agenda ist recht groß, so dass ein Spieleautor trotz einer Agenda kaum eine Richtlinie für die Spielgestaltung hat. Oft werden von Kritikern Mischformen propagiert, die aber von Seiten Ron Edwards’ bisher stets abgelehnt wurden.

## Process Model
The Process Model of Role-Playing wurde 2005 von den Finnen Eetu Mäkelä, Sampo Koistinen, Mikko Siukola und Sanni Turunen entwickelt. Rollenspiel wird dabei als mehrere parallel ablaufende soziale Prozesse betrachtet, die sich bestimmter Methoden bedienen. Dadurch kommt es zu Ergebnissen, die als Gewinne und Verluste bezeichnet werden können. Die Gewinne seien der Grund dafür, dass Rollenspiele gespielt werden. Beeinflusst wird das Ergebnis der parallel ablaufenden sozialen Prozesse von den Umständen, unter denen das Spiel gespielt wird.
Das Process Model propagiert demnach eine stärkere Trennung von sozialen Abläufen und dem Rollenspiel an sich. Darüber hinaus stellt es Werkzeuge zur Verfügung, bestehende Prozesse, Methoden und Umstände zu identifizieren und darzustellen. Insgesamt stellt das Process Model im Wesentlichen eine Art Rahmen zur Verfügung und zeigt Hilfsmittel auf, mit denen man eine bestimmte Rollenspielrunde beschreiben kann. Diese Runde muss dazu allerdings umfassend analysiert werden. Beispielhaft werden einige Prozesse und Methoden aufgezählt, die typischerweise in Rollenspielrunden feststellbar sind.

## Neuere Entwicklung
Nach der Schließung des Theorie-Bereichs auf The Forge durch Ron Edwards im Dezember 2005 läuft die wesentliche Weiterentwicklung der Rollenspieltheorie über diverse englischsprachige Blogs. Aber auch im deutschen Sprachraum gibt es in verschiedenen Foren, Wikis und Blogs Diskussionen und Weiterentwicklungen von Rollenspieltheorien.